# Intoxicated
«Intoxicated» es una canción realizada e interpretada por el DJ y productor francés Martin Solveig en colaboración del dúo estadounidense GTA. Fue lanzada como sencillo el 19 de enero de 2015 por Spinnin' Deep, un subsello de Spinnin' Records. Esta producción combina elementos del funk y el future house. Se ubicó entre los diez primeros en las listas de Países Bajos y Bélgica, mientras en Francia y Alemania se alojó dentro de los veinte primeros. En el Reino Unido se lanzó el 14 de agosto de 2015 alcanzando la quinta ubicación, convirtiéndose en este territorio, en su primer sencillo en ingresar entre los diez primeros.

## Video musical
El video musical está dirigido por Paul&Martin bajo la producción de Mr l'Agent. En él, muestra colores brillantes, y escenas particulares, que incluye un anciano lamiendo un cono de helado y un coche que es pulido el cual posee unas llantas demasiado grandes seguido de escenas que muestran a unos individuos extrañamente vestidos exhibiendo movimientos de baile bastante excéntricos, entre los que se puede ver al ver dúo GTA.

## Lista de canciones
| Descarga digital |                              |          |  |
| N.º              | Título                       | Duración |  |
| 1.               | «Intoxicated» (Radio Edit)   | 2:51     |  |
| 2.               | «Intoxicated» (Original Mix) | 4:17     |  |

| EP – Descarga digital (Remixes) |                                                |          |  |
| N.º                             | Título                                         | Duración |  |
| 1.                              | «Intoxicated»                                  | 4:19     |  |
| 2.                              | «Intoxicated» (99 Souls Remix)                 | 4:34     |  |
| 3.                              | «Intoxicated» (Lucky Charmes Remix)            | 4:02     |  |
| 4.                              | «Intoxicated» (Sleepy Tom Remix)               | 4:21     |  |
| 5.                              | «Intoxicated» (Arkadiian & Whiiite Remix 2015) | 4:24     |  |
| 6.                              | «Intoxicated» (Zeds Dead Remix)                | 4:04     |  |
| 7.                              | «Intoxicated» (Wiwek Remix)                    | 4:20     |  |
| 8.                              | «Intoxicated» (DJ Fresh Remix)                 | 4:40     |  |

## Posicionamiento en listas
| País            | Lista (2015)            | Mejor posición |
| --------------- | ----------------------- | -------------- |
| Alemania        | Media Control Charts    | 11             |
| Australia       | ARIA Charts             | 81             |
| Austria         | Ö3 Austria Top 40       | 23             |
| Bélgica         | Ultratop 50 flamenca    | 6              |
| Bélgica         | Ultratop 50 valona      | 8              |
| Escocia         | Scottish Singles Chart  | 4              |
| Eslovaquia      | Singles Digitál Top 100 | 34             |
| Estados Unidos  | Hot Dance Club Songs    | 34             |
| Estados Unidos  | Dance/Electronic Songs  | 27             |
| Francia         | SNEP Singles Chart      | 15             |
| Irlanda         | Irish Singles Chart     | 26             |
| Países Bajos    | Dutch Top 40            | 9              |
| Reino Unido     | UK Singles Chart        | 5              |
| Reino Unido     | UK Dance Chart          | 2              |
| República Checa | Singles Digitál Top 100 | 90             |
| Suiza           | Schweizer Hitparade     | 33             |

### Certificaciones
| País        | Organismo certificador | Certificación | Simbolización | Ventas  | Ref.   |
| ----------- | ---------------------- | ------------- | ------------- | ------- | ------ |
| Alemania    | BVMI                   | Oro           | ●             | 200 000 | [ 22 ] |
| Bélgica     | BEA                    | Oro           | ●             | 15 000  | [ 23 ] |
| Reino Unido | BPI                    | Plata         | ♦             | 200 000 | [ 24 ] |